# Las Almunias de Rodellar
Las Almunias de Rodellar (aragonesisch Almunias de Rodellar) ist ein Ort der spanischen Gemeinde Bierge in der Provinz Huesca der Autonomen Gemeinschaft Aragonien. Las Almunias de Rodellar, das etwa 13 Kilometer nördlich von Bierge liegt, hatte 15 Einwohner im Jahr 2015. Der Ort im Naturpark Parque Natural de la Sierra y Cañones de Guara befindet sich südlich von Rodellar und ist über die Straße HU-341 zu erreichen.

## Bevölkerungsentwicklung
| 2000 | 2002 | 2003 | 2004 | 2008 | 2010 |
| ---- | ---- | ---- | ---- | ---- | ---- |
| 18   | 17   | 19   | 18   | 20   | 16   |

## Sehenswürdigkeiten
- Kirche San Marín, erbaut im 17./18. Jahrhundert
- Ermita de la Trinidad, erbaut im 18. Jahrhundert